# Jerzy Kosko
Jerzy Teodor Kosko (ur. 9 listopada 1925 w Piątnicy koło Łomży, zm. 18 lutego 1997 w Kaniach Helenowskich) – polski muzyk, kompozytor, pedagog, wieloletni organista Parafii Św. Szczepana w Warszawie i nauczyciel w Instytucie Szkolenia Organistów w Warszawie.
Wywodził się z rodziny czynnie zaangażowanej w życie kulturalne rodzinnego miasteczka. Ojciec – Teodor był organistą w piątnickiej parafii i reżyserem w „Domu Katolickim” w Porytem. Wraz z matką – Janiną działali odpowiednio w Katolickim Stowarzyszeniu Mężczyzn i Katolickim Stowarzyszeniu Kobiet. Miało to ogromy wpływ na wychowanie syna. Jerzy uczył się w Gimnazjum i Liceum im. Tadeusza Kościuszki w Łomży.
Wraz z wybuchem II wojny światowej przerwał edukację w szkole, ale zdobywał umiejętności jako muzyk – organista, pomagając ojcu. Po wojnie ukończył naukę w liceum. W tym czasie kontynuował również pobieranie lekcji z muzyki. Uczył się chorału gregoriańskiego i harmonii pod kierunkiem prof. Franciszka Bulaka, organisty katedralnego w Łomży.
W 1948 roku Jerzy Kosko przeniósł się do Warszawy. Tutaj uczył się w Państwowej Szkole Muzycznej w klasie organów pod kierunkiem prof. Feliksa Rączkowskiego, a znajomość kontrapunktu i fugi zgłębiał pod kierunkiem profesorów Piotra Rytla i Aleksandra Jarzębskiego. Ponieważ w szkołach państwowych nie wykładało się przedmiotów związanych z chorałem gregoriańskim, uzupełniał tę wiedzę poza szkołą, u ks. Wojciecha Lewkowicza, najlepszego w tym czasie w Warszawie znawcy zagadnień związanych z chorałem.
W 1967 roku ks. Lewkowicz zaproponował mu pracę w Instytucie Szkolenia Organistów w Warszawie. Uczył tam historii muzyki kościelnej, instrumentoznawstwa, harmonii funkcyjnej, gry na fortepianie i na organach. Szczególne uznanie zyskał w dziedzinie harmonizacji chorału gregoriańskiego i pieśni pokrewnych chorałowi.
W latach 1964–1985, przez pięć kolejnych kadencji, pracował w Komisji Muzyki Sakralnej przy Kurii Metropolitalnej Warszawskiej jako sekretarz. To właśnie Jerzy Kosko był pomysłodawcą jedenastozgłoskowego refrenu do psalmów responsoryjnych zapisanych w zreformowanym po Soborze Watykańskim II lekcjonarzu. Dziś ten sposób jest powszechny również w krajach, które później wydawały swoje tłumaczenia lekcjonarza.
Jerzy Kosko jest autorem melodii do wielu popularnych pieśni kościelnych np.: „O Panie, Tyś moim Pasterzem”, „Ciebie całą duszą pragnę” („Boże, jesteś moim Bogiem”), jak również mszy liturgicznych.
Za swoje oddanie sprawom Kościoła i osiągnięcia w pracy został uhonorowany wieloma odznaczeniami, m.in.: odznaczeniem papieskim Pro Ecclesia et Pontifice (1975) i orderem prymasowskim Ecclesiae populoque servitium preaestanti (1992).
Jerzy Kosko zmarł podczas dorocznych rekolekcji dla organistów śpiewając psalm „Panie, ufam Miłosierdziu Twemu”, do którego sam uprzednio skomponował muzykę.